# Elektrotherapie

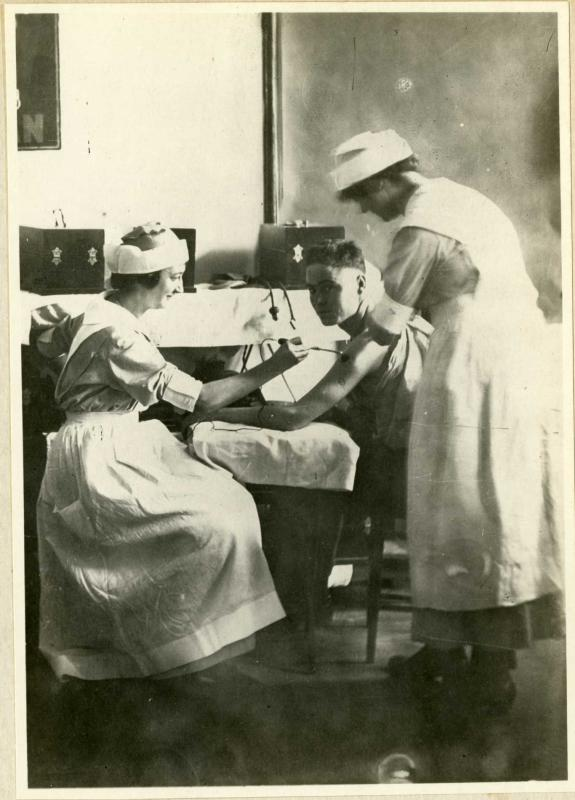
Gebruik van elektrotherapie in de eerste helft van de 20e eeuw

Elektrotherapie is de toepassing van elektriciteit als medische behandeling, die vaak wordt toegepast in de kinesitherapie. 
Elektrotherapie wordt zelden als enige therapie gebruikt. Meestal wordt het gebruikt in combinatie met oefentherapie en met manuele technieken.